# Sale, Greater Manchester
Sale är en ort i distriktet Trafford, Storbritannien. Den ligger i grevskapet Greater Manchester och riksdelen England, i den centrala delen av landet, 260 km nordväst om huvudstaden London. Sale ligger 30 meter över havet och antalet invånare är 55 689.
Terrängen runt Sale är platt. Runt Sale är det mycket tätbefolkat, med 1 135 invånare per kvadratkilometer. Närmaste större samhälle är Manchester, 8,5 km nordost om Sale. Runt Sale är det i huvudsak tätbebyggt.